# Urgalerne
|  | Flytteforslag Denne side er foreslået flyttet til Væsner i Eragon-universet. Klik her for at se flytteforslaget. |

Urgaler er væsener, der er med i bøgerne Eragon. Et menneskelignende dyr med enorme overarme og ben. De har har store horn som dværgene bruger til deres allerfineste buer. De er blodtørstige og i større form kaldes de Kull. I den første bog arbejder de sammen med Durza den forfærdelige Skygge(en person der er blevet overtaget af skygger).